# Revolta dos inhames

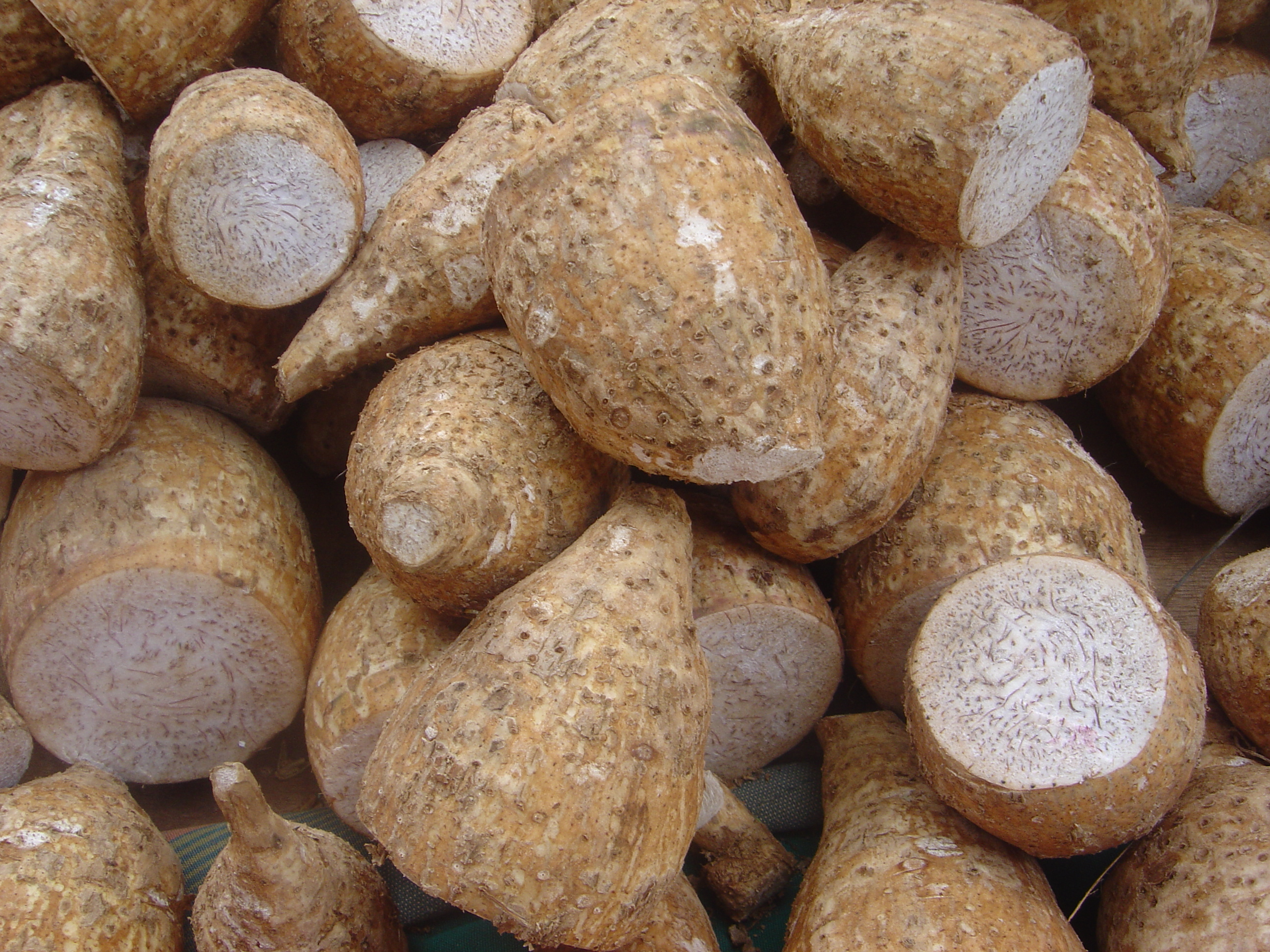
Cormos de inhame à venda num mercado.

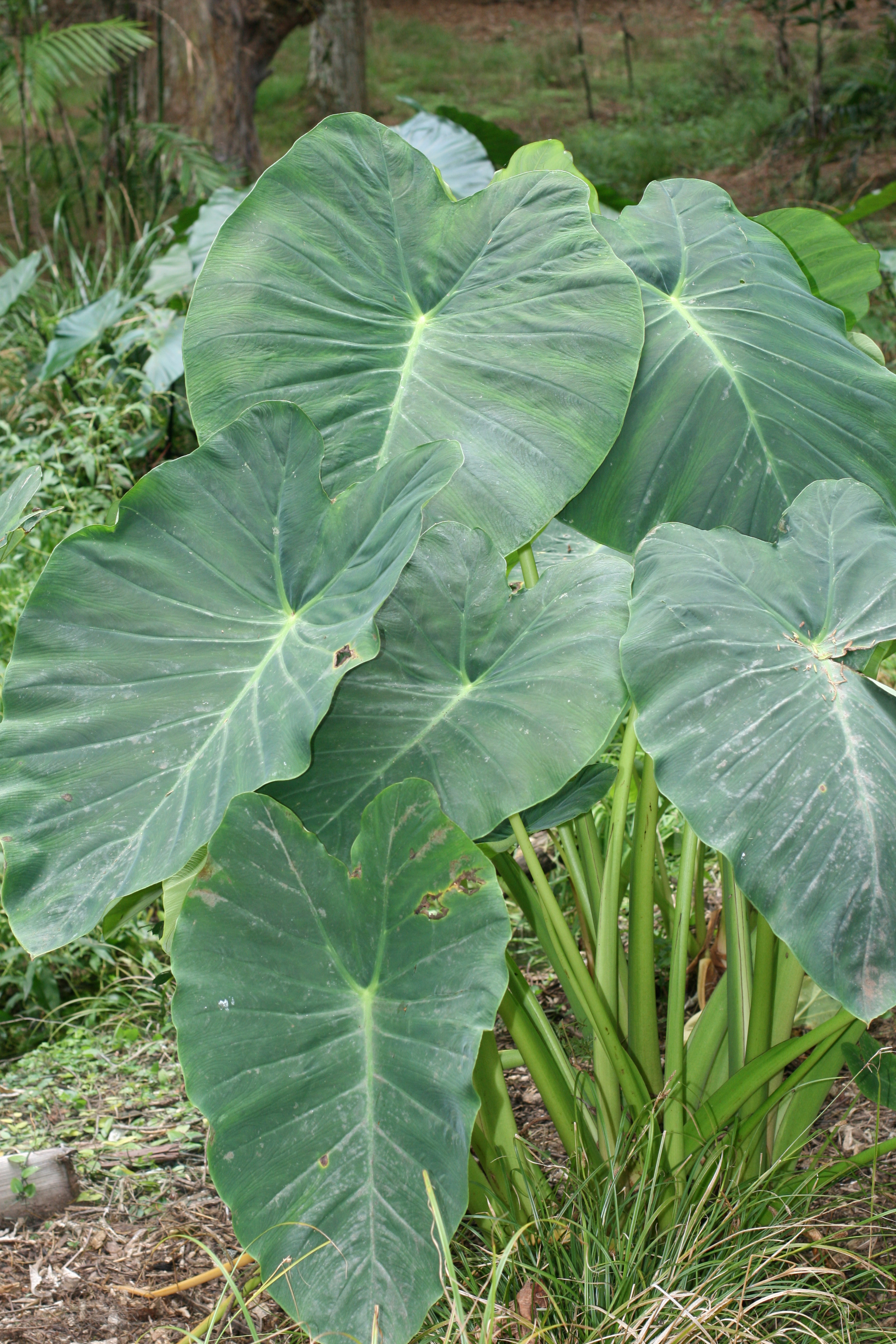
Planta de inhame.

Revolta dos inhames, ou Motim dos inhames, é a designação pela qual ficaram conhecidos os motins que em finais do século XVII ocorreram na ilha de São Jorge, em especial na vila da Calheta e nas freguesias da Ribeira Seca e do Norte Pequeno, em protesto contra o pagamento do dízimo sobre a produção de inhame.

## Enquadramento

### O inhame em São Jorge
A cultura do inhame (Colocasia esculenta (L.) Schott), localmente designado por coco, assumiu na ilha de São Jorge, em particular nas fajãs da sua parte leste, uma particular relevância.
Introduzido na ilha durante o século XVII, provavelmente a partir do sueste asiático, o inhame ganhou rápida popularidade entre o povo, pois além de poder ser cultivado em terrenos marginais, impróprios para a cultura dos cereais que então dominavam na ilha, era uma garantia contra a fome, assumindo o papel que, cerca de século e meio depois, a batata haveria de assumir. Com ciclos culturais que podiam ir até aos 2 anos, o inhame era um alimento que estava disponível para colmatar qualquer crise frumentária que pudesse aparecer, particularmente quando a cultura do trigo falhava.
Dada a preferência da planta pelos lugares encharcados, e a sua tolerância ao ensombramento, os locais preferenciais de cultura foram as fajãs, em locais junto às falésias, ricos em água e sombrios, e os leitos das numerosas ribeiras, aproveitando-se as estreitas plataformas suspensas nas falésias em torno das cataratas formadas pelas ribeiras perenes daquela zona. Particularmente nas falésias (as chamadas rochas) da costa sul da ilha, ainda hoje se vêem manchas de inhame, agora silvestre, mas vestígio das antigas culturas, a crescer em locais onde é difícil imaginar-se que um humano pudesse chegar e mais ainda que pudesse dali sair carregando com a pesada colheita.
As características da ilha na sua metade leste, caracterizada pelo alto planalto da Serra do Topo, com os seus quase 800 m acima da mar, quase sempre mergulhado em nevoeiro, tornavam a cultura dos cereais difícil, restringindo-a à estreita plataforma que rodeia a vila do Topo e a parte mais baixa de Santo Antão. Estas condições, associadas à presença das fajãs e de numerosas e abundantes ribeiras, levaram a que o inhame tenha assumido uma importância que não tem paralelo em qualquer outra parcela dos Açores, para consumo local e para exportação para a Terceira, onde, ainda em pleno século XX, se vendiam inhames-de-água vindos do concelho da Calheta.
Dado o seu valor para a produção de inhame, foram objecto de registo predial parcelas com apenas alguns metros quadrados, tal era a importância associada à segurança alimentar garantida pela posse daquele vegetal.

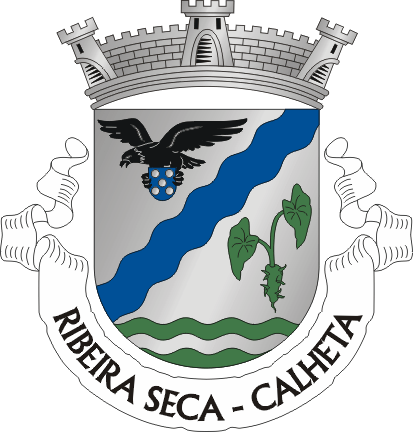
Brasão da Ribeira Seca, Calheta, apresentando um inhame.

Esta extraordinária relação com o inhame foi tão marcante que ainda hoje, algo pejorativamente, ainda se apelidam os habitantes da zona de inhameiros e em memória deste facto (e do motim) duas folhas de inhame figuram proeminentemente no brasão de armas do município da Calheta e um pé de inhame está conspicuamente representado na heráldica da freguesia de Ribeira Seca, localidade natal do líder da revolta dos inhames.

### O dízimo das miunças e osprazos
As despesas da guerra da Restauração não podiam ser facilmente cobertas com a simples arrecadação os impostos existentes, essencialmente centrados nos produtos de maior valor comercial, como os cereais e as carnes. Face ao aperto das finanças reais, foi preciso reforçar os mecanismos de geração de receita fiscal e taxar novas produções, alargando assim a base tributária.
Com o nome de dízimo das miunças e ervagens foi criado um novo imposto, o qual taxava em 1/10 todas as produções de hortícolas, erva para os gados (incluindo neste caso o próprio gado) e outras pequenas produções agrícolas (daí a designação de miunças). Este dízimo, que perdurou nos Açores até à implantação do regime liberal, foi, como aliás na época era norma com as receitas fiscais, arrematado a privados, ficando estes, contra o pagamento de uma renda fixa aos cofres reais, com o encargo de proceder à colecta e à venda dos produtos recebidos em pagamento.
A cobrança dos dízimo das miunças gerou profundo repúdio, tanto mais que os arrematantes eram em geral comerciantes e capitalistas lisboetas que enviavam agentes às ilhas, os quais extorquiam, sem dó nem piedade, o que era devido e o mais que podiam. A este descontentamento, somavam-se o desfazer dos sonhos de uma melhor vida, que a Restauração prometera mas não trouxera, e o problema dos prazos. Os chamados prazos resultavam da existência na ilha de grandes latifúndios, que tinham migrado dos antigos capitães-do-donatário para as mãos da alta aristocracia de Lisboa, e reduziam a maioria dos lavradores da ilha à mísera condição de enfiteutas sujeitos a pesadas rendas. Nalgumas freguesias, os poucos terrenos alodiais disponíveis eram justamente as rochas e fajãs onde se cultivavam os inhames. 
O descontentamento foi crescendo ao longo de todo o último quartel do século XVII, criando condições propícias para o eclodir de movimentos de contestação. Apenas faltava um rastilho que icendiasse os ânimos.

## A questão dos inhames
Considerado comida de escravos e pobres, nunca o inhame fora sujeito ao pagamento de dízimo, pelo que não terá sido pequena a surpresa quando o povo dos concelhos da Calheta e do Topo tomou conhecimento de que o deveria pagar.
A situação foi-se arrastando, mas quando em 1692 Francisco Lopes Beirão arrematou, por 3 anos, o dízimo das miunças e ervagens da ilha pela quantia de 415$000 réis, deu instruções aos seus agentes locais para apertar o cerco aos faltosos. Perante a reiterada falta de pagamento, em 1694 resolveu solicitar às autoridades concelhias o pagamento coercivo da dízimo, com a agravante de que deveriam ser os agricultores a proceder ao transporte dos inhames desde os campos até ao local de recolha.
Esta última determinação foi a gota que fez transbordar o descontentamento: carregar às costas inhames, desde as fajãs até ao povoado, vencendo um desnível de 500 ou 600 metros na vertical, ou arriscar a vida a transportar inhames ao longo de falésias, por carreiros mais adequados a cabras do que a pessoas, para depois os entregar como dízimo parecia desumano. Tanto mais que o dízimo do trigo era cobrado na eira, o do milho era cobrado ao portal da terra e o do vinho  à bica do lagar. Requeriam, assim, que o arrematante o fosse cobrar à saída do local de cultivo e subisse com os inhames às costas.

### O início do motim
Neste contexto de contestação e de indignação generalizada, a 21 de Julho de 1694, a requerimento do arrematante dos dízimos, Amaro Soares de Sousa, sargento-mor do concelho das Velas, apresentou-se na Câmara da Calheta pedindo ajuda para fazerem deslocar às Velas mais de 150 moradores no concelho da Calheta a fim de responderem, perante o almoxarife das Velas, por não terem pago o dízimo dos inhames referente aos anos de 1692, 1693 e 1694.
Em Novembro imediato alguns moradores da povoação da Ribeira da Areia, uma povoação da costa norte hoje pertencente à freguesia do Norte Grande, concelho de Velas, mas então em parte pertencente à Calheta, apresentaram-se na Câmara da Calheta queixando-se de que os habitantes do lugar estavam a ser intimados, e alguns mesmo a serem presos, por homens a mando do almoxarife das Velas. Tal era uma inusitada e intolerável interferência na independência municipal da Calheta, o que levou a que de imediato o procurador do concelho e o capitão-mor da Calheta mandassem quadrilheiros a expulsar os invasores.
Quando os responsáveis da Calheta chegaram ao local já era tarde pois na sua Fenix Angrence, diz o padre Manuel Luís Maldonado que passando o almoxarife com 40 homens ao termo da vila da Calheta a prender alguns culpados, como com efeito prendeu, se levantou o povo tão bárbara e desordenadamente que lhes fora preciso recolher-se à igreja de Nossa Senhora das Neves — [paroquial da freguesia do Norte Grande] — a qual cercaram, clamando lhe pusessem fogo e quebrassem as portas com machados, a que acudiu o vigário e, procurando aplacar o povo o não conseguiu sem que primeiro fossem soltos os que estavam presos na vila ... ... cresciam os alaridos dos povos, que se juntaram de duas companhias, formadas com dois capitães, gritando todos que não haviam de pagar dízimo sem que Sua Majestade lho ordenasse por especial mandado. 
O padre João de Sousa Pacheco, então o vigário do Norte Grande, acorreu à igreja e conseguiu acalmar o povo quando, cumpridas as suas exigências, queimou no alto do campanário da igreja e à vista de todos a lista das pessoas intimadas. Com isto foram os das Velas autorizados a regressar às suas casas e o assunto parecia resolvido.

### A intervenção judicial
Enganavam-se os ingénuos jorgenses quando julgaram que o arrematante, perante a sua força, não voltaria a insistir na cobrança. Na verdade, quando Francisco Lopes Beirão foi informado da desfeita infligida aos seus agentes, recorreu ao poder real, tendo o rei ordenado, por carta datada de Lisboa aos 16 de Junho de 1695, que o corregedor João de Soveral e Barbuda se deslocasse à ilha de São Jorge com o fim único de pronunciar e prender os culpados.
Logo em Agosto de 1695 o corregedor Barbuda partiu para os Açores, estabelecendo residência na vizinha ilha do Faial, e iniciou as suas averiguações. Face à continuada resistência dos jorgenses, na primavera de 1696 solicitou ao governador do Castelo de São João Baptista do Monte Brasil, na cidade de Angra, o envio de tropas para debelar a rebelião. Este, a 1 de Junho de 1696, enviou 50 soldados da Terceira para São Jorge, colocando-os ao dispor do corregedor.
Acompanhado da força militar, o corregedor Barbuda inicia nas Velas, a 22 de Junho de 1696, uma campanha de prisões e interrogatórios, levando a cabo um rigoroso inquérito aos incidentes ocorridos. Entre outros, são ouvidos o almoxarife e o sargento-mor das Velas e o capitão-mor e os juízes e vereadores da Calheta.
O inquérito levou a que ficassem culpados os amotinados e ainda as autoridades da Calheta que os tinham defendido. Assim, Gonçalo Pereira Machado, o respeitado capitão-mor da Calheta e residente da Ribeira Seca, considerado cabecilha da revolta, é enviado sob prisão para Lisboa, onde morreu no Limoeiro.
Igualmente culpados são os juízes e vereadores da Câmara da Calheta, os quais se puseram a monte não sendo possível prendê-los. Embora em menor grau, são igualmente considerados culpados quase todos os moradores da vila do Topo (que então englobava a freguesia de Santo Antão), da Calheta e dos Nortes (isto é do Norte Grande e do Norte Pequeno).
Apesar da fuga de alguns, procedeu-se ao arresto dos bens dos culpados para pagar os dízimos em atraso e seus juros, a que são acrescidas as soldadas e demais despesas do corregedor, dos soldados, dos juízes, incluindo as viagens e a alimentação.
Boa parte dos culpados fica definitivamente arruinada, tendo de vender tudo o que têm para pagar as quantias em que são condenados, sendo aqueles que o não puderam fazer conduzidos sob prisão ao Castelo de São João Baptista, à cadeia de Angra e ainda à cadeia da Horta. Muito por lá morreram de doença, fome e desgosto.

## Consequências
Em resultado da revolta dos inhames, as relações entre os concelhos jorgenses ficaram tensas durante os séculos seguintes, a Calheta e o Topo polarizando-se sobre Angra, as Velas sobre a Horta. Os moradores arruindos pelas quantias a pagar mergulharam numa ainda maior miséria, a que se vieram juntar sucessivas crises alimentares (ou frumentárias como então se dizia) que forçaram a imigração para o Brasil e depois para os Estados Unidos da América.
A revolta foi um momento alto da vida comunitária das populações jorgenses envolvidas, sendo ainda hoje lembrada, como o atesta a presença do inhame na heráldica local.